# Nachalat Jehuda
Nachalat Jehuda (hebrejsky נחלת יהודה‎) byl mošav založený v roce 1913 Chovevej Cijon. V roce 1988 se mošav s přibližně 2 400 obyvateli stal čtvrtí Rišon le-Cijon.

## Historie
V roce 1912 se Chovevej Cijon rozhodl založit mošav Nachalat Jehuda, pojmenovaný po Jehudovi Leonu Pinskerovi. Achad ha-Am a agronom Avraham Zusman se vydali do Palestiny, aby našli místo pro založení mošavu. Doporučili, aby byl postaven na pozemku, které Palestinské židovské kolonizační sdružení koupilo od Arabů severně od Rišon le-Cijon. V Izraeli byl ustanoven výbor, jehož členy byli Chajim Nisin, Menachem Šinkin, Menaše Me'irovič, Dov Chaviv Lubman, Berl Kacnelson a Me'ir Rotberg, který se zabýval seznamem dělníků, jež budou žít v mošavu. Základní kámen byl položen 14. ledna 1913. Po Ejn Ganim u Petach Tikvy se jednalo o druhou dělnickou kolonii založenou v Palestině. Rozloha mošavu byla 4 500 dunamů.
Před založením mošavu Chovevej Cijon rozhodl, že osadníkům budou přiděleny pozemky postačující k výstavbě domu a malého pomocného hospodářství, aby mohli nadále pracovat v Rišon le-Cijon. Po založení mošavu však osadníci usilovali o zvětšení svých pozemků, aby se mohli živit pouze prací na nich.
V roce 1937 byl rabínem mošavu zvolen Ja'akov Avtaljon, který tuto funkci zastával až do roku 1948.
Ve 40. letech 20. století působila v mošavu skupina absolventů hachšary z Německa, kteří založili kibuc Ejn ha-Naciv.
V období masového přistěhovalectví, kdy vznikl Stát Izrael, vznikla poblíž mošavu ma'bara, v níž žilo asi 700 rodin, většinou přistěhovalců z Iráku a Jemenu. Ma'bara byla připojena k mošavu, kde žilo jen 200 rodin, a mošav byl prohlášen za místní radu. V polovině 50. let se někteří obyvatelé ma'bary přestěhovali do jiných obcí a jiní se přestěhovali do trvalých domů v Nachalat Jehuda. Stará oblast Nachalat Jehuda se nazývala Nachalat Jehuda A (hebrejsky נחלת יהודה א'‎) a oblast ma'bary Nachalat Jehuda B (hebrejsky נחלת יהודה ב'‎). Oblast, která tyto dvě části oddělovala, byla vybudována až po připojení Nachalat Jehuda k Rišon le-Cijon a nazývala se Centrální Nachalat (hebrejsky נחלת התיכונה‎) nebo Nový Nachalat (hebrejsky נחלת החדשה‎).
Otázka sjednocení s Rišon le-Cijon se objevila již v 50. letech a diskutovalo se o ní i v 60. letech. Ke sjednocení došlo v roce 1988 a od té doby je Nachalat Jehuda čtvrtí Rišon le-Cijon.
V dubnu 2018 byl schválen plán modernizace severní části Rišon le-Cijon a v rámci projektu Pinuj binuj bude v této čtvrti postaveno přibližně 800 nových bytů.